# Ахмед Ґерай
Ахмед Ґерай Топал (крим. طوپال أحمد كراى, суч. правопис. Topal Ahmed Geray; д/н — 1519) — політичний та військовий діяч Кримського ханства. Прізвисько Топал перекладається як «Кульгавий».

## Життєпис

### Молоді роки
Син хана Менґлі I Ґерая. Про дату й місце народження відсутні відомості. Замолоду брав участь у походах батька. 1506 року в Бахчисараї брав участь разом з іншими мурзами в побитті московського посла Костянтина Заболоцького. 
У 1512 році під орудою калги Мехмеда Ґерая разом зі братами Бурнашем і Мубареком здійснив похід на землі Великого князівства Московського. Вдалося сплюндрували околиці Одоєва та Бельова. При підході війська під командуванням боярина Данила Щені разом з братами відступив до Криму. 1514 року разом з калгою брав участь у поході на Курщину та Брянщину. 

### Калга
У квітні 1515 після смерті батька призначається старшим братом — ханом Мехмед I Ґераєм — калгою. Невдовзі фактично втратив якійсь вплив на державні справи, оскільки хан більше прислухався  до сина Бахадира  та  карачи-беків. Тому перебрався до свого юрта в Ак-Чакумі, звідки став нападати на польські та литовські землі в Поділлі та Київщині відповідно. Встановив дипломатичні відносини з великим князем московським Василем ІІІ, в якого просив допомогти йому завоювати Київ, щоб звідти Ахмед Ґерай в свою  чергу допоміг московському правителю захопив Вільно з Литвою. В 1516 великий князь московський Василь III обіцяв йому Касимовське ханство, якщо він переде під його зверхність.
В свою чергу його брат-хан зажадав, щоб Ахмед Ґерай залишив Ак-Чакум, відправив до нього заручники свого сина Юсуфа та замирився з Польським королівством. Проте Ахмед Ґерай відмовився і виїхав із Криму до Ак-Чакуму. Незабаром брати знову зустрілися і замирилися. Але через кілька місяців Ахмед Ґерай повернувся до Ак-Чакуму.
У січні 1519 року калга відправив до Стамбула як заручника свого старшого сина Ґеммета Ґерая з прохання в османського султана Селіма I військової допомоги у боротьбі проти Мехмеда I Ґерая. Натомість у березні того ж року проти Ахмеда виступило військо на чолі із його небожами — Бахадиром та Алпою. Бахадир Ґерай став на Перекопі, закривши шлях до Криму. Алп Ґерай виступив проти Ахмед Ґерая, завдавши тому поразки, внаслідок чого Ахмед загинув. Його сини Юсуф і Бучак  втекли до Стамбулу.